# Seznam plaveckých bazénů v Česku
Toto je seznam plaveckých bazénů v Česku, které jsou vhodné k pořádání soutěží v závodním plavání a jiných soutěží v plaveckých sportech, jako jsou synchronizované plavání, skoky do vody a vodní pólo.
V tabulce je uveden počet plaveckých drah pro kryté dlouhé bazény (K50), kryté krátké bazény (K25), venkovní dlouhé bazény (V50) a venkovní krátké bazény (V25).
| název                                       | město                | K50 | K25 | V50 | V25 | Skokanská věž | Vodní pólo | poznámka |
| ------------------------------------------- | -------------------- | --- | --- | --- | --- | ------------- | ---------- | --- |
| Plavecký bazén Aš                           | Aš                   |     | 6   |     |     |               |            | |
| Plavecký bazén Benešov                      | Benešov              |     | 6   |     |     |               |            | |
| Aquapark Beroun                             | Beroun               |     | 6   |     |     |               |            | |
| Plavecký bazén Kraví hora                   | Brno                 |     | 6   |     |     |               |            | |
| Plavecký bazén TJ Tesla                     | Brno                 |     | 6   |     |     |               |            | |
| Bazény Lužánky                              | Brno                 | 8   | 8   |     |     | Ano           | Ano        | V areálu je ještě bazén 16,7 x 6 m s proměnnou hloubkou 0,6-0,9 m. Teplota vody 30-32 °C a relaxační bazén se schody se zábradlím velikosti cca 5x8m, hloubkou 0,8 m a teplotou vody také 30-32 °C. |
| Plavecký bazén Břeclav                      | Břeclav              |     | 6   |     |     |               |            | |
| Plavecký bazén Česká Třebová                | Česká Třebová        |     | 6   |     |     |               |            | |
| Plavecký bazén České Budějovice             | České Budějovice     | 8   |     | 8   |     | Ano           | Ano        | |
| Plavecký bazén Český Krumlov                | Český Krumlov        |     | 6   |     |     |               |            | |
| Plavecký bazén Cheb                         | Cheb                 |     | 6   |     |     |               |            | |
| Městské lázně Chomutov                      | Chomutov             | 8   | 8   |     |     |               |            | do bazénu se dávala obrátková stěna pro zkrácení na 25m, bazén je od roku 2012 uzavřený a před demolicí                                                                                             |
| Plavecký bazén Chomutov                     | Chomutov             |     | 8   |     |     |               |            | |
| Plavecký bazén Chrudim                      | Chrudim              |     | 6   |     |     |               |            | |
| Plavecký bazén Domažlice                    | Domažlice            |     | 6   |     |     |               |            | |
| Plavecký bazén Hodonín                      | Hodonín              |     | 6   |     |     |               |            | |
| Plavecký bazén Hořice                       | Hořice               |     | 4   |     |     |               |            | |
| Plavecký bazén Hořovice                     | Hořovice             |     | 6   |     |     |               |            | |
| Plavecký bazén Hradec Králové               | Hradec Králové       | 8   |     |     |     |               |            | |
| Plavecký bazén Jindřichův Hradec            | Jindřichův Hradec    |     | 6   |     |     |               |            | |
| Plavecký bazén TJ Bižuterie                 | Jablonec nad Nisou   |     | 8   |     |     |               |            | |
| Plavecký bazén Jihlava                      | Jihlava              |     | 6   |     |     |               |            | |
| Plavecký bazén Hotelu Thermal               | Karlovy Vary         |     |     | 6   |     |               |            | Bazén hotelu prochází rekonstrukcí, která možná nezachová podmínky pro plavecké sporty. |
| Plavecký bazén Karviná                      | Karviná              |     | 8   |     |     |               |            | |
| Plavecký bazén Kladno                       | Kladno               |     | 6   | 8   |     |               |            | |
| Plavecký bazén Klatovy                      | Klatovy              |     | 6   |     |     |               |            | |
| Plavecký bazén Kolín                        | Kolín                |     | 6   |     |     |               |            | |
| Plavecký bazén Kopřivnice                   | Kopřivnice           |     | 6   |     |     |               |            | |
| Plavecký bazén Krnov                        | Krnov                |     | 6   |     |     |               |            | |
| Plavecký bazén Kroměříž                     | Kroměříž             |     | 6   |     |     |               |            | |
| Plavecký bazén Kutná Hora                   | Kutná Hora           |     | 5   |     |     |               |            | |
| Plavecký bazén Liberec                      | Liberec              | 8   | 6   |     |     | Ano           | Ano        | |
| Plavecký bazén Litoměřice                   | Litoměřice           |     | 6   |     |     |               |            | |
| Plavecký bazén Louny                        | Louny                |     | 6   |     |     |               |            | |
| Plavecký bazén Mariánské Lázně              | Mariánské Lázně      |     | 6   |     |     |               |            | |
| Plavecký bazén Mladá Boleslav               | Mladá Boleslav       |     | 5   |     |     |               |            | |
| Plavecký bazén Mohelnice                    | Mohelnice            |     | 6   |     |     |               |            | |
| Plavecký bazén Most                         | Most                 |     | 6   |     |     |               |            | |
| Plavecký bazén Nový Jičín                   | Nový Jičín           |     | 6   |     |     |               |            | |
| Plavecký bazén Náchod                       | Náchod               |     | 6   |     |     |               |            | |
| Plavecký bazén Neratovice                   | Neratovice           |     | 6   |     |     |               |            | |
| Plavecký bazén Nový Jičín                   | Nový Jičín           |     | 6   |     |     |               |            | |
| Plavecký bazén Nymburk                      | Nymburk              |     | 5   |     |     |               |            | |
| Sportovní centrum Nymburk                   | Nymburk              |     | 4   |     |     |               |            | |
| Plavecký bazén Olomouc                      | Olomouc              | 8   |     | 8   |     | Ano           | Ano        | |
| Plavecký bazén Opava                        | Opava                |     | 6   |     |     |               |            | |
| Plavecký bazén Ostrava                      | Ostrava              | 8   |     |     |     |               |            | |
| Sportovní centrum plavecký areál Pardubice  | Pardubice            | 8   | 6   |     | 5   |               |            | |
| Koupaliště Pardubice                        | Pardubice            |     |     | 8   |     |               |            | |
| Plavecký bazén Písek                        | Písek                |     | 6   | 8   |     |               |            | |
| Plavecký bazén SK Radbuza                   | Plzeň                |     | 6   |     |     |               |            | |
| Plavecký stadion města Plzně                | Plzeň                | 10  | 10  | 8   |     |               | Ano        | Krátký krytý bazén je na šířku dlouhého. |
| Plavecký bazén Prachatice                   | Prachatice           |     | 6   |     |     |               |            | |
| Plavecký areál Šutka                        | Praha                | 8   |     |     |     |               |            | |
| Plavecký stadion Slavia Praha               | Praha                |     | 6   | 8   |     | Ano           |            | |
| Plavecký bazén Hostivař                     | Praha                |     | 6   |     |     |               |            | |
| Plavecký bazén Jedenáctka VS                | Praha                |     | 5   |     |     |               |            | |
| Plavecký bazén Juliska                      | Praha                |     | 6   |     |     |               |            | |
| Plavecký stadion Podolí                     | Praha                | 8   |     | 8   |     | Ano           | Ano        | |
| Plavecký areál Radlice                      | Praha                |     | 6   |     |     |               |            | |
| Plavecký bazén Strahov                      | Praha                |     | 6   |     |     |               |            | |
| Plavecký bazén Výstaviště                   | Praha                |     | 6   |     |     |               |            | |
| Plavecký bazén Axa                          | Praha                |     | 6   |     |     |               |            | |
| Plavecký bazén YMCA                         | Praha                |     | 4   |     |     |               |            | |
| Plavecký bazén ČZU                          | Praha                |     | 6   |     |     |               |            | |
| Plavecký bazén ZŠ Weberova                  | Praha                |     | 4   |     |     |               |            | |
| Plavecký bazén SOÚ Zelený pruh              | Praha                |     | 8   |     |     |               |            | |
| Plavecký bazén Tyršův dům                   | Praha                |     | 6   |     |     |               |            | |
| Plavecký bazén Hloubětín                    | Praha                |     | 6   |     |     |               |            | |
| Koupaliště Petynka                          | Praha                |     |     | 8   |     |               |            | |
| Aquacentrum Letňany                         | Praha                |     | 6   |     |     |               |            | |
| Plavecký bazén Barrandov                    | Praha                |     | 6   |     |     |               |            | |
| Plavecký bazén Sokola Vinohrady (Bohemians) | Praha                |     | 6   |     |     |               |            | |
| Plavecký bazén SPŠ na Třebešíně             | Praha                |     | 6   |     |     |               |            | |
| Plavecký bazén Příbram                      | Příbram              |     | 6   |     |     |               |            | |
| Plavecký bazén Prostějov                    | Prostějov            |     | 6   |     |     |               |            | |
| Plavecký areál Přerov                       | Přerov               | 6   |     |     | 6   |               | Ano        | |
| Plavecký bazén Přimda                       | Přimda               |     | 4   |     |     |               |            | |
| Plavecký bazén Roudnice                     | Roudnice nad Labem   |     | 6   |     |     |               |            | |
| Krytý bazén Rožnov pod Radhoštěm            | Rožnov pod Radhoštěm |     | 6   |     |     |               |            | |
| Plavecký bazén Rumburk                      | Rumburk              |     | 6   |     |     |               |            | |
| Plavecký bazén Sokolov                      | Sokolov              |     | 6   |     |     |               |            | |
| Plavecký bazén Šumperk                      | Šumperk              |     | 6   |     |     |               |            | |
| Plavecký bazén Svitavy                      | Svitavy              |     | 6   |     |     |               |            | |
| Plavecký bazén Strakonice                   | Strakonice           |     | 6   | 8   |     |               | Ano        | |
| Plavecký bazén Tábor                        | Tábor                |     | 6   |     | 8   |               |            | |
| Aquapark v Třebíči                          | Třebíč               |     | 8   |     |     |               |            | |
| Plavecký bazén Trutnov                      | Trutnov              |     | 8   |     |     |               |            | |
| Plavecký stadion Klíše                      | Ústí nad Labem       | 8   |     | 8   |     |               |            | |
| Krytý bazén Valašské Meziříčí               | Valašské Meziříčí    |     | 6   |     |     |               |            | |
| Plavecký bazén Volary                       | Volary               |     | 6   |     |     |               |            | |
| Plavecký bazén Vsetín                       | Vsetín               |     | 6   |     |     |               |            | |
| Plavecký bazén Vysoké Mýto                  | Vysoké Mýto          |     | 6   |     |     |               |            | |
| Plavecký bazén Vyškov                       | Vyškov               |     | 6   |     |     |               |            | |
| Plavecký bazén Zlín                         | Zlín                 | 8   | 6   |     | 8   |               |            | |
| Plavecký bazén Znojmo                       | Znojmo               |     | 8   |     |     |               |            | |
| Plavecký bazén Žatec                        | Žatec                |     | 6   |     |     |               |            | |
| Plavecký bazén Žďár nad Sázavou             | Žďár nad Sázavou     |     | 6   |     |     |               |            | |